# Fereydun Moschiri
Fereydun Moschiri (ﻓﺮﻳﺪﻭﻥ ﻣﺸﻴﺮى), (* August 1926 in Teheran, Iran; † 24. Oktober 2000 ebenda) war einer der prominentesten persischen Dichter, welcher sowohl im modernen als auch klassischen Stil persische Gedichte verfasste.

## Leben
Bereits während seiner Schulzeit verfasste Moschiri Gedichte, von denen einige in Zeitschriften veröffentlicht wurden. Er studierte Zeitungswissenschaft und wurde Staatsbeamter. Neben seiner späteren Tätigkeit als Literaturjournalist schrieb er weiter Gedichte, die 1955 in seinem ersten Gedichtband Teschne-ye Tufan gesammelt erschienen. Ein Jahr zuvor heiratete er die Kunststudentin Eghbal Achawan, mit der er zwei Kinder hatte. Weitere bedeutende Werke erschien 1962 und 1967, die vor allem auf den Aspekt der sozialen Gerechtigkeit und humanitären Fragestellungen ausgerichtet waren.
Seine Gedichte zählen im persischen Sprachraum heute zu den populärsten der modernen Literatur.

## Werke
- 1955: Gonah-e Darya (Die Sünde des Meeres)
- 1958: Nayafteh
- 1962: Abr-o Kutscheh
- 1967: Bahar ra Bavar Kon
- 1988: Ah Baran
- 2001: Ta Sobh-e Tabnak-e Ahura’ii